# Імберрес (Вісконсин)
Імберрес (англ. Embarrass) — селище (англ. village) в США, в окрузі Вопака штату Вісконсин. Населення — 353 особи (2020).

## Географія
Імберрес розташований за координатами 44°40′14″ пн. ш. 88°42′12″ зх. д. / 44.67056° пн. ш. 88.70333° зх. д. (44.670473, -88.703200).  За даними Бюро перепису населення США в 2010 році селище мало площу 3,10 км², з яких 3,04 км² — суходіл та 0,06 км² — водойми.

## Демографія
Згідно з переписом 2010 року, у селищі мешкали 404 особи в 144 домогосподарствах у складі 102 родин. Густота населення становила 130 осіб/км².  Було 151 помешкання (49/км²).
Расовий склад населення:
| - 97,0 % — білих - 1,0 % — корінних американців - 0,5 % — чорних або афроамериканців |

До двох чи більше рас належало 0,7 %. Частка іспаномовних становила 0,7 % від усіх жителів.
За віковим діапазоном населення розподілялося таким чином: 18,3 % — особи молодші 18 років, 50,3 % — особи у віці 18—64 років, 31,4 % — особи у віці 65 років та старші. Медіана віку мешканця становила 49,5 року. На 100 осіб жіночої статі у селищі припадало 113,8 чоловіків;  на 100 жінок у віці від 18 років та старших — 98,8 чоловіків також старших 18 років.
Середній дохід на одне домашнє господарство  становив 50 511 долар США (медіана — 43 854), а середній дохід на одну сім'ю — 49 651 долар (медіана — 44 306). За межею бідності перебувало 26,3 % осіб, у тому числі 50,0 % дітей у віці до 18 років та 8,9 % осіб у віці 65 років та старших.
Цивільне працевлаштоване населення становило 256 осіб. Основні галузі зайнятості: освіта, охорона здоров'я та соціальна допомога — 22,3 %, роздрібна торгівля — 17,6 %, виробництво — 16,4 %.